# 昆鎮區 (明尼蘇達州波爾克縣)
昆鎮區（英語：Queen Township）是位於美國明尼蘇達州波爾克縣的一個行政鎮區。

## 地方資料
昆鎮區的面積為94.97平方千米，當中陸地面積為85.70平方千米，而水域面積為9.27平方千米。根據2020年美國人口普查的數據，當地共有人口219人，而人口密度為每平方千米2.31人。